# Заболотный, Григорий Иванович
Григорий Иванович Заболотный — советский хозяйственный, государственный и политический деятель, генерал-лейтенант.

## Биография
Родился в 1916 году на шахте Щегловка. Член КПСС с 1939 года.
С 1935 года — на хозяйственной, общественной и политической работе. В 1935—1975 гг. — инструктор Макеевского горкома ЛКСМУ, красноармеец, заместитель политрука, политрук роты отдельного танкового батальона в ОМСДОН им. Ф. Э. Дзержинского, помощник начальника политотдела по комсомолу УПВ НКВД Грузинского округа, помощник начальника политотдела по комсомолу Управления военно-учебных заведений НКВД-МВД СССР, инспектор отдела Управления кадров ЦК ВКП(б), инструктор, затем заместитель заведующего сектором Административного отдела ЦК ВКП(б), заместитель начальника Управления кадров МГБ СССР, заместитель начальника Управления кадров МВД СССР, начальник 2-го спецотдела МВД СССР, начальник 2-го спецотдела КГБ при СМ СССР, заместитель начальника ГУПВ КГБ при СМ СССР по политической части, начальник ОО КГБ по Центральной группе войск.
Делегат XXIII съезда КПСС.
Умер в Москве в 1994 году.